# Christine Bravo
Pour les articles homonymes, voir Bravo.
Christine Bravo, née le 13 mai 1956 à Paris 14e, est une animatrice de télévision et chroniqueuse de radio et de presse écrite française. Elle est également écrivaine.

## Biographie

### Enfance et jeunesse
Christine Bravo est née d'un père maçon, Antonio Bravo, espagnol originaire de Tolède (Castille-La Manche), et d'une mère sténo-dactylo franco-espagnole, Carmen Balaguer. Christine grandit dans le milieu modeste des réfugiés politiques espagnols. Elle a une sœur.
La jeune Christine Bravo grandit au sein d'une famille marquée par les années de dictature franquiste. Son grand-père paternel, José Bravo, est déporté dans le camp de concentration de Mauthausen, en Autriche, pendant la Seconde Guerre mondiale, tandis que sa grand-mère et son père, eux, sont regroupés dans les camps français de Saint-Cyprien et d'Argelès-sur-Mer. En 1945, la famille Bravo est réunie grâce à l'action de la Croix Rouge. Cette histoire familiale difficile explique peut-être le comportement indiscipliné que la jeune Christine Bravo affiche tout au long de sa scolarité, débutée à l'école élémentaire Henri-Barbusse de Mitry-le-Neuf.
De la 6e à la Terminale, Christine Bravo sera en effet exclue chaque année de tous ses établissements scolaires pour indiscipline, rébellion envers le corps professoral, ce qui ne l'empêchera pas d'obtenir son bac avec mention bien au lycée de Sarcelles, en 1974.
À 18 ans, elle quitte la maison familiale et s'installe à Paris où elle travaille pour le magasin Tati de Barbès. Un an plus tôt, elle a fait la rencontre de Philippe Gavi. Ce dernier lui fait notamment rencontrer Jean-Paul Sartre et l'invite à collaborer au journal Libération, qu'ils sont en train de créer,.
Après une licence d'histoire à l'université Paris VII (Jussieu), elle passe le concours de l'École normale primaire et devient institutrice. Elle enseigne de 1979 à 1982.
En 1980, elle part vivre un an à Tijuana au Mexique. À son retour, elle publie son premier roman autobiographique Avenida B, sous la direction de Françoise Verny, chez Flammarion, qui relate son séjour dans la zone frontalière entre le Mexique et les États-Unis.

### Carrière

#### Années 1980: débuts de journaliste
À son retour du Mexique, Libération cherche une institutrice pour une chronique, Christine Bravo intègre alors à nouveau la rédaction du quotidien, dans lequel elle tient une chronique intitulée « Maîtresse à Belleville ».
En 1983, elle participe à un concours organisé par le journal Le Matin sur le thème Écrivez la lettre de vos vacances,. La lettre de Christine Bravo obtient le 1er prix et est publiée dans le quotidien. Jean-Dominique Bauby, rédacteur en chef de la rubrique culturelle, l'engage alors comme journaliste, où elle restera jusqu'au dépôt de bilan du quotidien. Christine Bravo restera proche de Jean-Dominique Bauby, jusqu'au décès de ce dernier[réf. souhaitée] à la suite d'un syndrome d'enfermement.
Par la suite, Christine Bravo est éditorialiste au magazine Elle et collabore également au Journal du dimanche, à L'Événement du jeudi, France-Soir, Paris Match, Cosmopolitan.
En 1984, elle collabore, sur France Culture, à l'émission animée par Bertrand Jérôme, Des Papous dans la tête.
En 1988, Christine débute à la télévision, chaperonnée par Frédéric Mitterrand dans son émission Permission de minuit, avant de quitter l'émission. Christophe Dechavanne décide alors de lui confier le bloc-note de son émission Ciel, mon mardi !, mais Christine Bravo quitte à nouveau l'émission. Bernard Rapp lui propose dès lors d'animer la chronique Bonheur dans son émission L'Assiette anglaise.

#### Années 1990: animatrice de télévision à succès
À partir du 24 janvier 1990, elle anime sur FR3, en collaboration avec Serge Moati, sa première émission le vendredi en troisième partie de soirée, Mille Bravo, consacrée à la culture et à l'art moderne. En avril 1991, l'émission change de créneau horaire. Elle est diffusée le premier dimanche de chaque mois à 20 h 35 et rassemble près d'un million de curieux.
En juin 1991, Christine Bravo quitte FR3 pour Antenne 2, chaîne sur laquelle elle anime en direct Merci et encore bravo, le jeudi soir en troisième partie de soirée.
De septembre 1992 à juin 1994 elle anime Frou-Frou. Elle présente durant la saison 1994-1995 Chérie, j'ai un truc à te dire (1994) et J'ai un problème (1995).
En 1995, elle quitte le monde audiovisuel et, après la participation à une publicité pour une lessive, prend une année sabbatique qui lui inspire le livre Changer tout en 1996.
Elle part onze mois avec sa fille et son mari Philippe à Playa del Carmen dans le Yucatán, au sud-est du Mexique. Fin de l'exil mexicain en juin 1996 avec un passage à Canal+ dans une émission quotidienne, On dirait le Sud, consacrée à la culture du Vieux Sud américain, pendant les Jeux olympiques d'Atlanta. En 1996, Laurent Ruquier lui propose une rubrique hebdomadaire dans Changement de direction sur France Inter.
En 1998, Christine Bravo redémarre sa carrière avec Union libre sur France 2 tous les quinze jours dans un premier temps, mais en raison de son succès l'émission est programmée dès septembre 1999 tous les samedis à 18 h 45.
Par ailleurs, dès 1998, Christine Bravo devient éditrice chez Michel Lafon, maison d'édition au sein de laquelle elle dirige la collection jeunesse.
En juin 2002, Union Libre s'arrête au bout de quatre saisons, mais Bravo l'adapte aux régions françaises avec Douce France tous les samedis à 18 h 45. Après un an d'antenne, l'émission est déprogrammée.

#### Années 2000: chroniqueuse et animatrice occasionnelle
Christine Bravo devient chroniqueuse dans On a tout essayé, animé par son ami Laurent Ruquier, et elle retrouve sa case du samedi soir en septembre 2006 avec On a tout essayé… même sans le patron. L'émission cesse à l'été 2007.
Durant la saison 2007-2008, elle est une des chroniqueuses régulières de la nouvelle quotidienne de Laurent Ruquier sur France 2, On n'a pas tout dit. Depuis 2007, elle continue par ailleurs à participer, en tant que chroniqueuse, à l'émission de Laurent Ruquier On va s'gêner, sur Europe 1. Dès fin 2009, elle participe également à l'émission On a tout révisé, toujours présentée par Laurent Ruquier.
En 2008, elle est régulièrement invitée dans les émissions de Christophe Dechavanne en prime time. Voulant maintenant être simplement « animatrice volante », elle apparaît comme présentatrice ou co-présentatrice dans quelques émissions comme dans Pas bêtes du tout ! au côté de Christophe Dechavanne en mai 2008.
Samedi 25 avril 2009, Christine Bravo présente avec Nikos Aliagas, Petites Stars le Grand Soir, en direct sur TF1.
De 2009 à 2010, elle anime sur Comédie !, Eh bien bravo !,, un bêtisier auquel succède, en 2010, Bravo le monde.
De mars à mai 2010, elle fait partie des chroniqueurs de la nouvelle émission de Sébastien Cauet, Ca va s'Cauet, diffusée le jeudi en deuxième partie de soirées sur TF1.

#### Années 2010: diversification télévisuelle
En avril 2010, elle participe à un reportage de télé-réalité dont elle est le sujet : In bed with Christine Bravo, sur Comédie !.
En mai 2010, elle publie un nouveau roman, Foudre. Elle souhaite désormais consacrer plus de temps à l'écriture,.
En juin 2010, elle est le sujet d'un documentaire, La Vie presque parfaite de Christine Bravo, diffusé sur NRJ 12. Une deuxième saison, Les Vacances presque parfaites de Christine Bravo est diffusée dès le 4 juillet 2011, toujours sur NRJ 12.
Le 9 juillet 2011, elle participe à l'émission Sosie ! Or Not Sosie ? sur TF1 et à Qui vient camper ? sur France 3.
Elle est par la suite chroniqueuse littéraire dans C'est au programme, sur France 2.
De 2013 à 2018, elle anime Sous les jupons de l'Histoire sur Chérie 25, une émission sur l'Histoire et les femmes. L'émission s'arrête durant le printemps 2018.
Du 20 janvier 2014 au 15 mars 2014, elle fait partie de la bande de chroniqueurs de la quotidienne L'Émission pour tous sur France 2, animée par Laurent Ruquier.
Le 18 septembre 2014, elle intègre l'émission de radio Les Grosses Têtes, suivant ainsi Laurent Ruquier d'Europe 1 à RTL. Elle quitte l'émission en novembre 2016.
En 2019, elle participe à la saison 4 du Meilleur Pâtissier, spécial célébrités sur M6.
En avril 2020, elle fait son retour dans l'émission Les Grosses Têtes sur RTL. Christine Bravo et Laurent Ruquier sont ainsi réconciliés. Elle met en avant la raison du décès de Pierre Bénichou qui « lui suppliait de revenir ».

### Vie privée
Christine Bravo a deux enfants, Mathieu, né en 1976 et Clara, née en 1992 de son union avec le journaliste du quotidien L'Equipe Philippe Brunel.
Elle vit sur un bateau avec son mari Stéphane, après avoir habité dans le Sentier à Paris.

## Télévision

### Animatrice
- 1990-1991 : Mille Bravo sur FR3
- 1991-1992 : Merci et encore bravo sur Antenne 2
- 1992-1994 : Frou-Frou sur France 2
- 1994 : Chérie, j'ai un truc à te dire sur France 2
- 1995 : J'ai un problème sur France 2
- 1996 : On dirait le sud sur Canal+
- 1998-2002 : Union Libre sur France 2
- 1999 : Le Grand Tralala sur France 2
- 2002-2003 : Douce France sur France 2
- 2003 : C. pour de vrai sur France 2
- 2006-2007 : On a tout essayé... même sans le patron sur France 2
- mai 2008 : Pas bêtes du tout ! (coprésentation avec Christophe Dechavanne) sur TF1
- avril 2009 : Petites Stars le Grand Soir (coprésentation avec Nikos Aliagas) sur TF1
- 2009-2010 : Eh bien bravo ! sur Comédie !
- 2009-2010 : Merci d'avoir participé sur Comédie !
- 2010 : Bravo le monde sur Comédie !
- 2013-2018 et depuis 2023 : Sous les jupons de l'Histoire sur Chérie 25

### Chroniqueuse/participante
- 1984 : Des Papous dans la tête sur France Culture
- 1988 : Permission de minuit sur TF1
- 1988 : Ciel mon mardi ! sur TF1
- 1989 : L'Assiette anglaise sur Antenne 2
- 1996-1997 : Changement de direction sur France Inter
- 2003-2007 : On a tout essayé sur France 2
- 2007-2008 : On n'a pas tout dit sur France 2
- 2007-2014 : On va s'gêner sur Europe 1
- 2007-2010 : En toutes lettres sur France 2
- 2009-2011 : On a tout révisé sur France 2
- 2010 : Ça va s'Cauet sur TF1
- 2010 : Saison 1 d'On n'demande qu'à en rire sur France 2 : jurée
- 2010-2013 : C'est au programme sur France 2
- 2014 : L'Émission pour tous sur France 2
- 2014-2016 : Les Grosses Têtes sur RTL et France 2
- 2016 : L'Hebdo Show avec Arthur sur TF1
- 2016 : Cinq à sept avec Arthur sur TF1
- Depuis 2020 : Les Grosses Têtes sur RTL, France 2 et Paris Première

### Apparitions / participations
- 2013-2018 : Vendredi tout est permis avec Arthur sur TF1
- 2017-2018 : Stars sous hypnose sur TF1
- 2018 : L'Aventure Robinson sur TF1
- 2018 : La Télé de Christine Bravo sur C8
- 2019 : Le Meilleur Pâtissier spécial célébrités sur M6

### Sujet de reportages
- avril 2010 : In bed with Christine Bravo sur Comédie !
- juin 2010 : La Vie presque parfaite de Christine Bravo sur NRJ 12
- juillet 2011 : Les Vacances presque parfaites de Christine Bravo sur NRJ12

## Publications
- Maîtresse à Belleville, Ramsay, 1984.
- Les Petites Bêtes, Ramsay, 1988.
- Avenida B., Flammarion, 1990.
- Les Grosses Bêtes, Michel Lafon, 1993.
- Les Très Très Grosses Bêtes, Michel Lafon, 1994.
- Christine Bravo à la mer, Flammarion, 1994.
- L'Adieu à Tolède, Flammarion, 1995.
- Changer tout. Journal d'une année sabbatique, Michel Lafon, 1996.
- J'aime, j'aime pas bébé, Michel Lafon Jeunesse, 1998.
- Foudre, XO, 2010.